# Слободковский сельский совет (Козовский район)
Слободковский сельский совет (укр. Слобідківська сільська рада) — входит в состав
Козовского района
Тернопольской области
Украины.
Административный центр сельского совета находится в 
с. Слободка.

## История
- 1992 — дата образования.

## Населённые пункты совета
- с. Слободка